# 荒川第二・第三調節池
荒川第二・第三調節池（あらかわだいに・だいさんちょうせつち）は、埼玉県さいたま市および上尾市において建設中の大規模調節池。国土交通省による荒川調節池計画のひとつ。総工費約1,670億円。

## 概要
過去にカスリーン台風では荒川が熊谷市久下地先で約100ｍ・鴻巣市で約65ｍに渡って相次ぎ決壊、元荒川沿いに流下していき、越谷市・吉川市付近で利根川の決壊による濁流と合流するなど大規模な氾濫も起きており、東京都・埼玉県内での同様の洪水氾濫を防ぐため、荒川中下流域に計画された。荒川第一調節池完成後の2018年（平成30年）度に事業着手された。
第二調節池と第三調節池は一体整備が計画されており、国土交通省の事業名も「第二・第三調節池」となっている。
川越線の荒川橋梁を境に北側が第三、南側が第二調節池である。
事業開始翌年10月に発生した令和元年東日本台風（台風19号）では、完成済みの下流の第一調節池は過去最高の稼働力で防災力を発揮したが、それでも第二調節池計画地の治水橋において観測史上最大の水位を観測した。このことから改めて事業の必要性が認識された。
市街地側は「さいたま築堤」により堤防が強化される工事が先行して行われており、河川側において囲繞堤の整備が開始されている。当調節池の目的は治水専用で第一調節池における彩湖のような水道用水確保を目的とした貯水池は造らず、調節池内は完成後もゴルフ場、荒川総合運動公園などが立地する。囲繞堤を造ることで、中小洪水程度では、ゴルフ場や荒川総合運動公園などの河川敷が水につかりにくくなる。